# Josep Bassa Conrado
Josep Bassa Conrado (Ciutat de Mallorca 1657-1733), jurista mallorquí.

## Biografia
Fill del doctor Josep Bassa i de Francesca Conrado. Es va doctorar a la Universitat de Salamanca el 1674. El 1677 va ser nomenat rector de la Universitat Literària de Salamanca. Retornat a Mallorca fou doctor de la Reial Junta de Justícia del Regne (1717), nomenat advocat perpetu de la ciutat de Mallorca (1719), jutge privatiu de censos (1722), consultor i jutge de confiscacions del Sant Ofici, assessor de la superintendència de rendes reials de tabac, salines i confiscacions i advocat fiscal del Reial Patrimoni a Balears. Autor de nombroses al·legacions jurídiques i de diversos manuscrits de dret. Se li atribueix l'obra satírica anònima "Perico y Menguilla", resposta a "Gaceta de todas partes", on es defensava que tots els funcionaris borbònics no mallorquins se n'anassin de l'illa, i els tractava de "forasters". Aquesta atribució li va costar un atemptat, el 4 de juliol de 1725, en el que fou apunyalat, però es va restablir de les ferides. Els fets mai no es varen aclarir.
Es va casar en primeres núpcies amb la seva cosina Teresa Conrado Sampol de la Teulera i, un cop morta, es va tornar casar amb Margalida Danús. de Santanyí. Josep Bassa va morir el 15 d'agost de 1732 i va ser sepultat a la Seu.

## Obres
És autor de nombroses obres jurídiques, entre altres podríem destacar:
- Notas jurídicas. Biblioteca Pública de Palma. Ms. 108.
- Iuridicae observationes variis Regni Maioricarum Senatus decissionibus. Biblioteca Pública de Palma. Ms.552.
- Observationes iuridicae, civilis, canonicae et morales ad praxim lagalem faciliter accomodabiles. Biblioteca Pública de Palma. Ms. 552. 1712.[3]